# 朱元璋统一江南之战
朱元璋统一江南之战，韩宋龙凤二年（1356年）五月至明太祖洪武元年（1368年），朱元璋在元朝末年翦灭陈友谅、张士诚、方国珍统一江南进行的作战。
1356年，朱元璋占据集庆后，改集庆路为应天府，四面受敌：东有元朝将领定定扼守镇江，东南有张士诚占有平江路（今江苏省苏州市）、常州（今江苏省常州市）和浙西，东北有地主武装青衣军张明鉴占据扬州（今江苏省扬州市），南面有元朝将领八思尔不花屯驻徽州（今安徽省歙县），西面有徐寿辉占据池州（今安徽省贵池市）。朱元璋先后派兵攻占了镇江、广德（今安徽省广德县）、长兴（今浙江省长兴县）、江阴（今江苏省江阴市），扩展、巩固了自己的势力范围。集中力量打击孤立的浙东元军。为巩固和继续发展壮大，朱元璋采纳朱升“高筑墙、广积粮、缓称王”的建策，开始进行统一江南的作战。朱元璋处于陈友谅和张士诚两大势力之间，决定先西后东，先强后弱。
1360年闰五月，陈友谅杀徐寿辉，自立为帝，国号汉，改元大义。闰五月初五，陈友谅率十余万大军顺江而下攻应天，朱元璋诱敌深入，伏兵击败陈友谅。1363年二月，张士诚派吕珍攻打安丰，刘福通战死，朱元璋前去救援。三月，朱元璋渡江，解围安丰。陈友谅认为朱元璋率主力救援安丰，江南空虚，四月十一日，率领号称六十万大军攻打洪都（今江西省南昌市）。朱元璋得知后，在七月初六，亲自率领舰队号称二十万兵力去救援洪都。两军在鄱阳湖交战。朱元璋军采用火攻，陈友谅兵败身亡，主力伤亡殆尽。1364年二月，朱元璋攻下武昌，陈友谅之子陈理投降，陈友谅的大汉政权灭亡。
朱元璋攻取武昌后，又攻占襄阳等地，控制了长江中游，又与四川明玉珍通好使朱軍無後顧之憂，然后转兵东向攻张士诚。张士诚占领区南北狭长，中隔长江，南北兵力应援不便。1365年十月，徐达、常遇春率步、骑、水军，并进攻打淮东，迅速占领泰州（今江苏省泰州市）、高邮、徐州等，占领全部淮东。1366年八月至十一月，朱元璋又先后攻克湖州（今浙江省湖州市）、杭州，对平江北、西、南三面合围。1367年九月，攻破平江，张士诚被俘。浙东方国珍被迫向朱元璋请降，朱元璋基本上统一了江南。随后，朱元璋在應天稱帝创建明朝，隨後派徐達北上伐元。